# Per la reina i per la pàtria
Per la reina i per la pàtria (títol original: For the Queen and Country) és una pel·lícula de Martin Stellman estrenada el 1988.
Ha estat doblada al català.

## Argument
Reuben, un jove de color naturalitzat anglès, s'acomiada de la British Army després d'haver passat nou anys en els paracaigudistes arriscant la vida entre les Falkland i Irlanda del nord, però li neguen la renovació del passaport i posen  en discussió la seva ciutadania anglesa, per què Saint Lucia en el Carib, d'on és originari, ha deixat  mentrestant de ser colònia britànica havent declarat la pròpia independència. Reuben, amb tants problemes, empitjorats pel fet  de ser negre, es rebel·la i el seu ressentiment el treurà pels carrers on cercarà de fer justícia.

## Repartiment
- Denzel Washington: Reuben James
- Dorian Healy: Tony, anomenat "Fish"
- Sean Chapman: Bob Harper
- Bruce Payne: Colin
- Graham McTavish: el tinent
- Geff Francis: Lynford
- Frank Harper: Mickey
- Craig Fairbrass: Challoner
- Michael Bray: Bryant
- George Baker: Kilcoyne
- Stella Gonet: Debbie
- Colin Thomas: Feargal
- Tatiana Strauss: noia francesa 1
- Valérie Chassigneux: noia francesa 2
- Brian McDermott: Harry
- Lisa O'Connor: Haley
- Anselm Peters: Oscar
- Amanda Redman: Stacey